# To Be Alone with You
«To Be Alone with You» es una canción del músico estadounidense Bob Dylan, publicada en el álbum de estudio Nashville Skyline.

## Historia
La canción fue la primera que Dylan grabó para el álbum Nashville Skyline el 13 de febrero de 1969. Fue una de las cuatro canciones que Dylan había escrito para el álbum antes de las sesiones, junto a «Lay, Lady, Lay», «I Threw It All Away» y «One More Night». Fue grabada en ocho tomas, durante las cuales Dylan aumentó la instrumentación de respaldo para incluir múltiples partes de guitarra además de un dobro, un piano y un órgano.
Antes de que la canción comienza, se puede oír a Dylan preguntando al productor, Bob Johnston: «Is it rolling, Bob?». Comparada por Thomas Ward con una canción de cuna, el imaginario de la canción invoca clichés como los «sinsontes» y «la gran luna».
Andy Gill sugirió que Dylan fue influido por Jerry Lee Lewis en esta canción, que tanto los arreglos como la entrega imitan el estilo de Levis, y que el verso final, que combina letras carnales y religiosas, también está en el estilo de las canciones de Lewis. Años después de grabarla, Dylan comentó: «Estaba tratando de captar algo que me llevaría adonde yo pensé que debería ser, y no llegué a ninguna parte».
El puente de la canción comienza con la línea «They say that nighttime is the right time». El crítico Michael Gray señaló que «Night Time is the Right Time» es una letra de blues que podría estar basada en canciones más antiguas y que es sorprendente encontrarla en una canción country de Nashville Skyline.
Dylan tocó por primera vez la canción en directo más de veinte años después de grabarla, el 15 de octubre de 1989 en el Tower Theatre de Filadelfia, durante el segundo año de su gira Never Ending Tour. Desde entonces, la interpretó ocasionalmente durante la gira. En 1991 y 1992 la utilizó como frecuencia para abrir los conciertos, y a comienzos de la década de 2000 regresó como frecuente apertura de los conciertos, aunque con un arreglo más cercano al rock and roll. Hasta 2010, Dylan la tocó un total de 126 veces, siendo la última vez el 4 de noviembre de 2005.

## Versiones
«To Be Alone with You» ha sido versionada por artistas como Catherine Howe en su álbum de 1975 Harry, Marshall Chapman en su disco de 1982 Take It on Home, Steve Gibbons en su álbum de 1992 On the Loose y por Sue Foley Big City Blues.